# Rapoto IV. (Ortenburg)
Rapoto IV. († 1296) war der dritte Sohn des Reichsgrafen Heinrich I. von Ortenburg. Rapoto IV. war Mitglied des Dynastengeschlechts der Ortenburger. Rapoto IV. trat meistens gemeinsam mit seinen beiden Brüdern Diepold und Gebhard auf, die er später beerbte. Nach dem Tod der beiden Brüder war er der rechtmäßige Graf von Ortenburg.

## Leben und Wirken
Von Geburt an hatte Rapoto IV. seinen älteren Stiefbruder Heinrich II. zu fürchten. Dieser versuchte ihn und seine beiden Brüder in seine Gewalt zu bringen. Auslöser dieser Situation war die Heirat seiner Mutter Richgard von Hohenburg mit Heinrich I., da Heinrich II. wohl um sein Erbe fürchtete kam es zum Zerwürfnis mit seinem Vater.
Im Jahre 1238 erhält er zusammen mit seinen beiden Brüdern Gebhard und Diepold die Grafschaft Murach zur Verwaltung. Nach dem Tode seines Stiefbruders Heinrich im Jahre 1257, erbte sein Bruder Gebhard als Ältester offiziell die Grafschaft Ortenburg, dieser teilte aber die Verwaltung mit seinen Brüdern. Somit wurde die Grafschaft indirekt von drei Grafen regiert.
Im Laufe der Zeit veräußerten die drei Brüdern ihre Besitzungen in der heutigen Oberpfalz. Grund dafür waren die großen finanziellen Lasten, welche die Flucht aus der Kindheit mit sich brachte, sowie die großen Schenkungen seines Stiefbruders an die Kirche, als auch großzügige Spenden an die Kirche und andere Adelige. 1272 veräußerten sie sogar die Grafschaft Murach an den bayerischen Herzog Ludwig II. Somit erstreckte sich das Ortenburg'sche Herrschaftsgebiet nur noch über die kleine aber reichsfreie niederbayerische Grafschaft Ortenburg, welche in etwa die Größe des Marktes Ortenburg vor der Gemeindegebietsreform von 1972 hatte.
Nach dem Ableben seines kinderlos verstorbenen Bruder Gebhard, und des anscheinenden Verzichts seines Bruders Diepold, wurde Rapoto IV. im Jahre 1275 regierender Graf zu Ortenburg. 1285 verstarb auch sein Bruder Diepold kinderlos. Somit fielen Rapoto auch dessen Besitzungen zu. Rapoto IV. war somit wieder der erste Ortenburger Graf, nach dem Ahnherr Rapoto I., welcher alleine alle Ortenburger Besitzungen innehatte, auch wenn diese bedeutend geringer waren als die seines Großvaters.

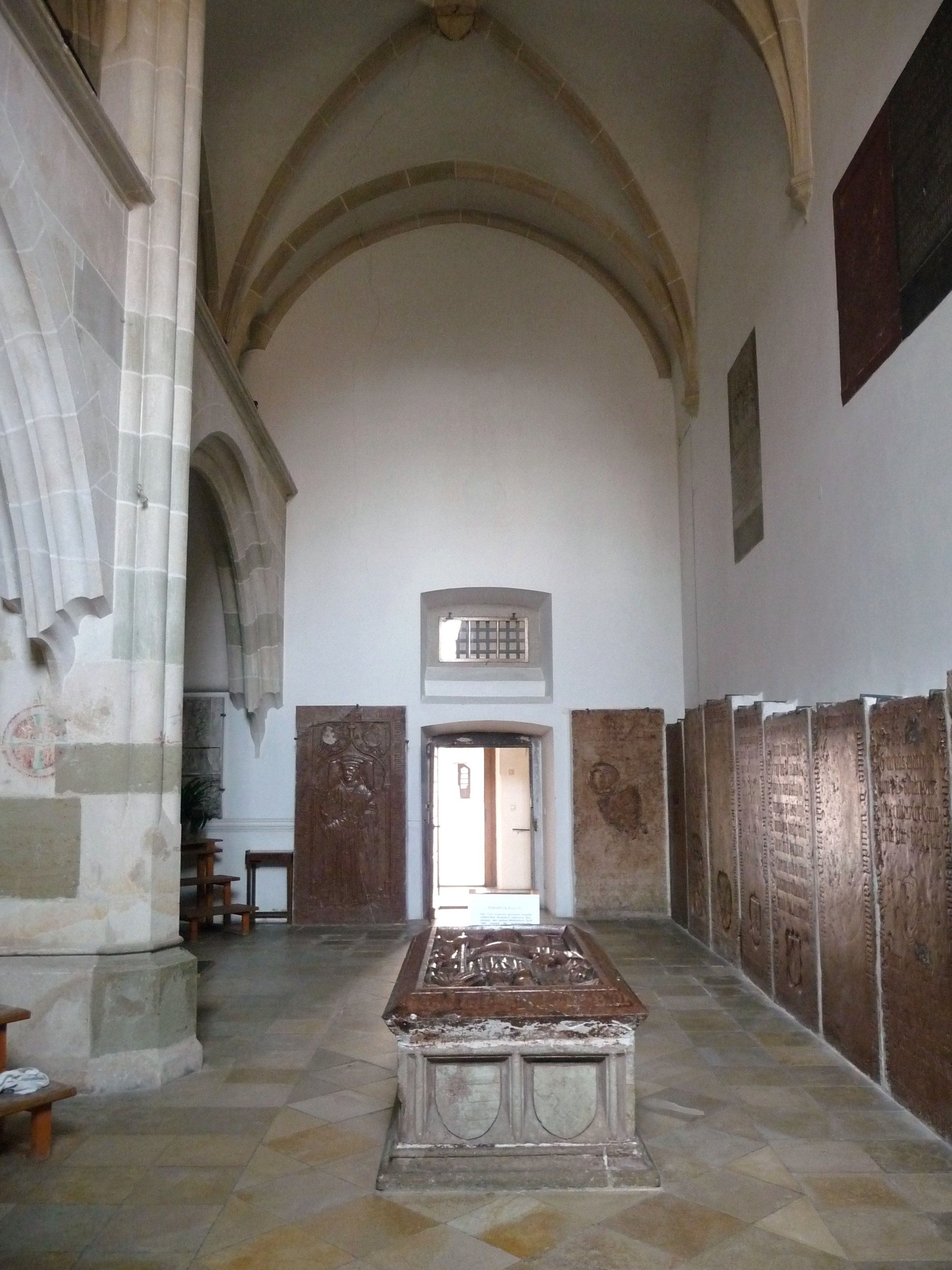
Inneres der Ortenburgkapelle am Passauer Dom

Im Jahre 1288 bestimmte Rapoto die Ortenburgkapelle neben Passauer Stephansdom als feste und einzige Grablege seines Geschlechtes. Dort wurden seither bis 1684 alle katholischen Familienmitglieder beigesetzt.
1291 verzichtete Graf Albrecht von Hals zugunsten seiner Enkelin Kunigunde, der Gemahlin Rapotos IV. auf die Burg Kamm samt Zubehör und den Besitzungen um Kamm, St. Philipp (das heutige Söldenau), Holzkirchen und Isarhofen.
Als letzter männlicher noch lebender Graf aus dem Hause Ortenburg wurde er dank seiner Ehe mit Kunigunde und seinem Sohn Heinrich III. der Stammhalter des Geschlechtes. Rapoto IV. leitete wieder eine ruhigere Phase in der Grafschaft Ortenburg ein, welche zuvor Jahrzehntelang von Fehden mit den Nachbarn und Familienzwist geprägt war.
In Oberviechtach ist heute die Straße Rapotohöhe nach ihm benannt.

## Nachkommen
Rapoto IV. war mit Kunigunde von Bruckberg verheiratet. Aus dieser Ehe entstammen folgende Kinder:
- Heinrich III. († 1345), ⚭ Adelheid († 1335), Gräfin von Schaunberg, ⚭ Sophia, Gräfin von Henneberg-Aschach
- Liutgard, ⚭ Hartmann II., Graf von Wartstein